# Orites acicularis
Orites acicularis är en tvåhjärtbladig växtart som först beskrevs av Robert Brown, och fick sitt nu gällande namn av Roemer & Schultes. Orites acicularis ingår i släktet Orites och familjen Proteaceae. Inga underarter finns listade i Catalogue of Life.